# Лаббе, Жоэль
Жоэль Лаббе (фр. Joël Labbé, род. 18 октября 1952, Сен-Нольф, Франция) — французский политик, сенатор от департамента Морбиан.

## Биография
Родился 18 октября 1952 года в Сен-Нольф (департамент Морбиан). Бросив в 20 лет учебу, стал работать техником в лаборатории по контролю за качеством пищи. 
В 1977 году Жоэль Лаббе впервые вошел в муниципальный совет своей родной коммуны Сен-Нольф, а в 1995 году был избран ее мэром. В марте 2001 года он был избран в Генеральный совет департамента Морбиан от кантона Эльвен.
25 сентября 2011 года Жоэль Лаббе занял третье место на выборах в Сенат от департамента Морбиан и получил мандат сенатора; после этого он вышел из Генерального совета департамента. Был инициатором принятия закона, направленного на более эффективное регулирование использования фитосанитарных продуктов на территории Франции, получившего неофициальное название «закона Лаббе». 4 декабря 2016 года он вышел из партии Европа Экология Зелёные.
На выборах в Сенат 24 сентября 2017 года Жоэль Лаббе возглавил левый список, получивший наибольшее число голосов, и был переизбран сенатором. В Сенате он примкнул к группе  «Объединение демократических и социальных европейцев» (фр. Rassemblement démocratique et social européen). Является членом комиссии по экономическим вопросам.

## Занимаемые выборные должности
03.1977 — 24.06.1995 — член совета коммуны Сен-Нольф

25.06.1995 — 23.03.2014 — мэр коммуны Сен-Нольф

19.03.2001 — 30.09.2011 — член Генерального совета департамента Морбиана от кантона Эльвен 
 
с 01.10.2011 — сенатор от департамента Морбиан 